# La Chapelle-Bouëxic
La Chapelle-Bouëxic ist eine Gemeinde mit 1.527 Einwohnern (Stand 1. Januar 2022) in der Bretagne in Frankreich. Sie gehört zum Département Ille-et-Vilaine, zum Arrondissement Redon und zum Kanton Guichen. 
Das Siedlungsgebiet befindet sich ungefähr auf 80 Metern über Meereshöhe. An der südwestlichen Gemeindegrenze verläuft der Fluss Combs. Sie grenzt im Nordwesten an Bovel, im Norden an Baulon, im Nordosten an Lassy (Berührungspunkt), im Osten an Guignen, im Süden an Mernel und im Westen an Maure-de-Bretagne.

## Bevölkerungsentwicklung
| Jahr      | 1962 | 1968 | 1975 | 1982 | 1990 | 1999 | 2007 | 2013 |
| --------- | ---- | ---- | ---- | ---- | ---- | ---- | ---- | ---- |
| Einwohner | 712  | 656  | 629  | 599  | 670  | 809  | 1125 | 1366 |

## Sehenswürdigkeiten
- Schloss, Monument historique
- Kirche Saint-Joseph, ebenfalls Monument historique

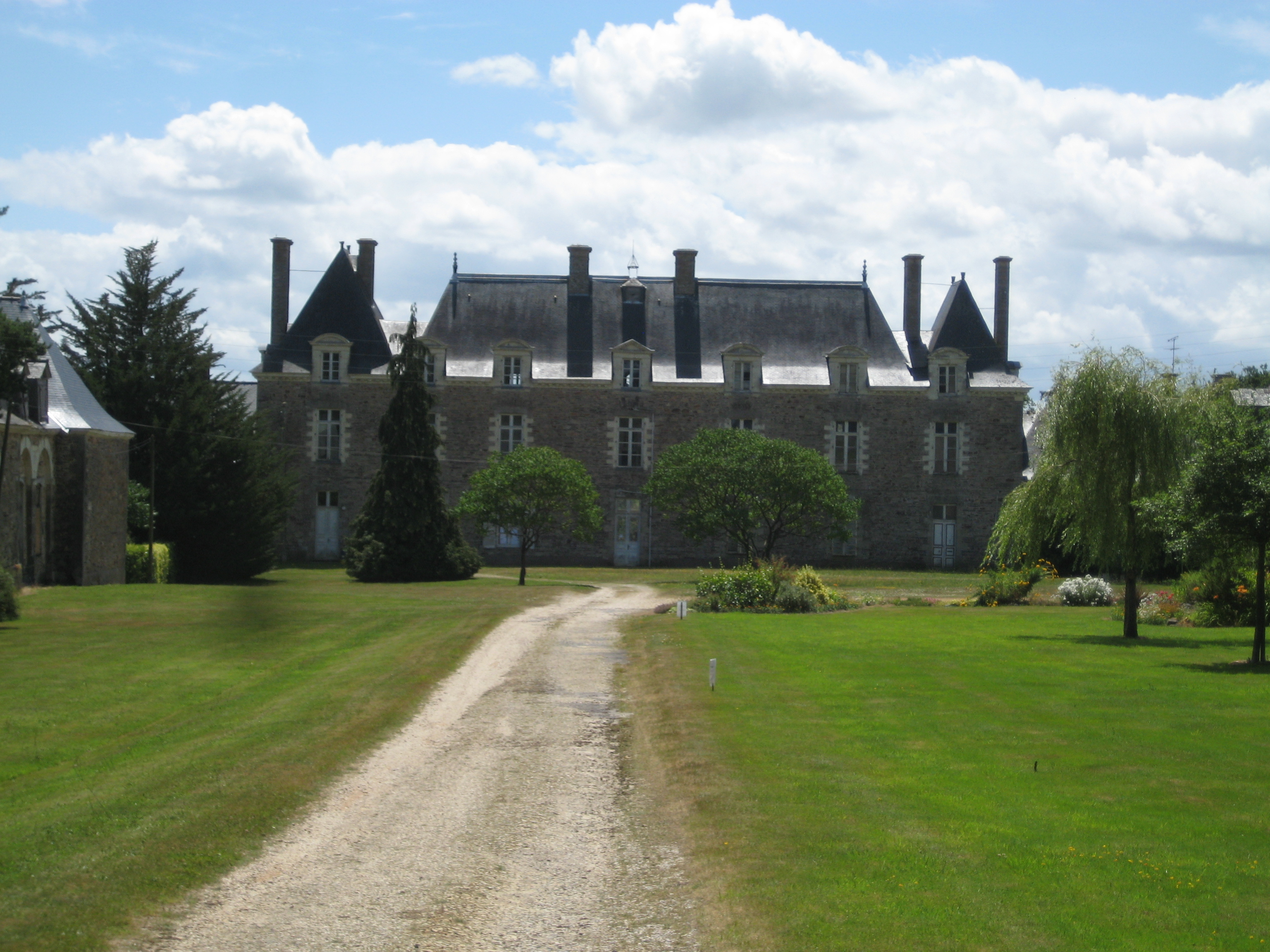
Schloss von La Chapelle-Bouëxic
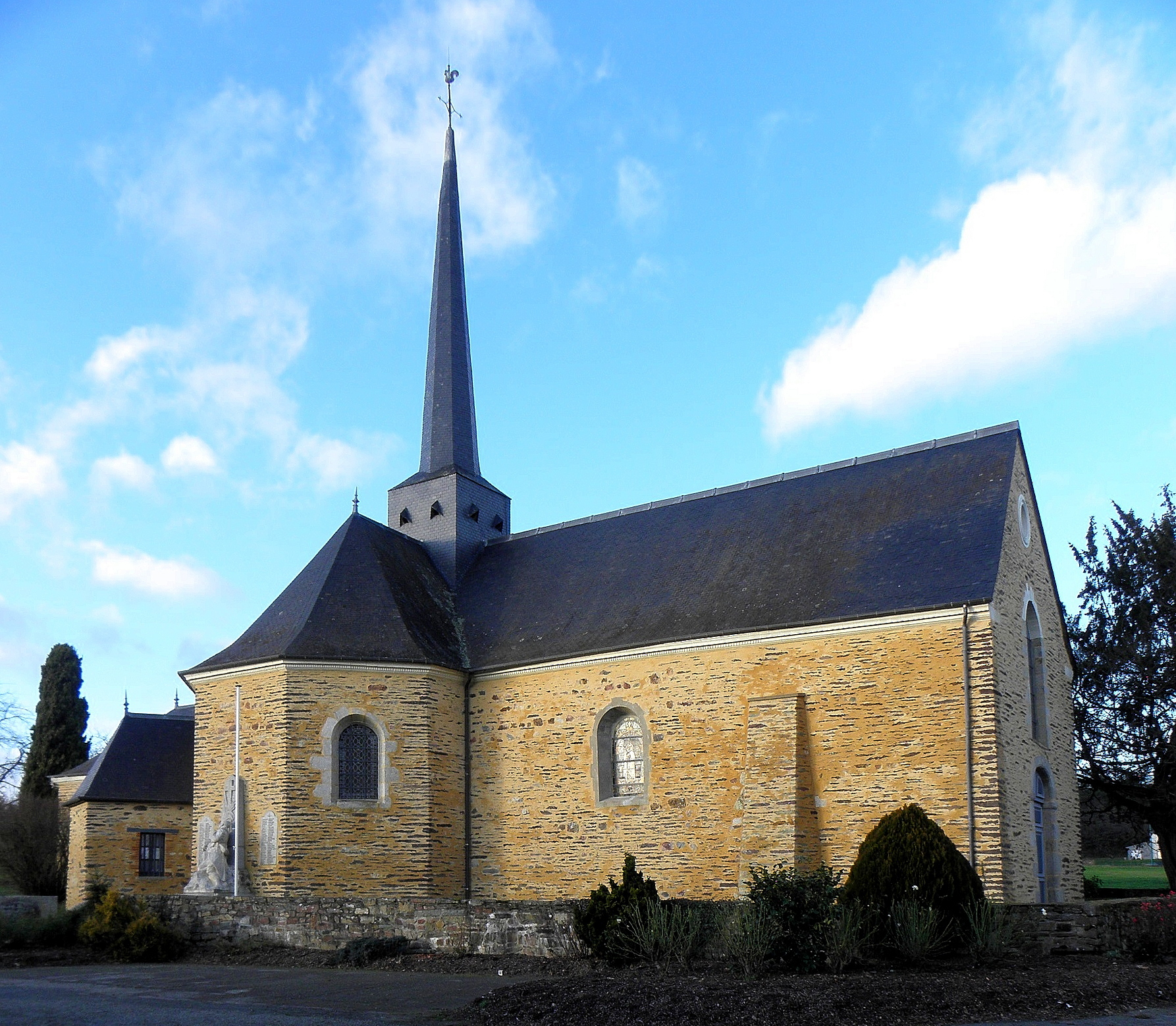
Kirche Saint-Joseph